# Lobesia vanillana
Lobesia vanillana is een vlinder uit de familie bladrollers (Tortricidae). De wetenschappelijke naam voor deze soort is voor het eerst geldig gepubliceerd in 1900 door de Joannis.
De soort komt voor in tropisch Afrika.